# Elmelunde-Meister

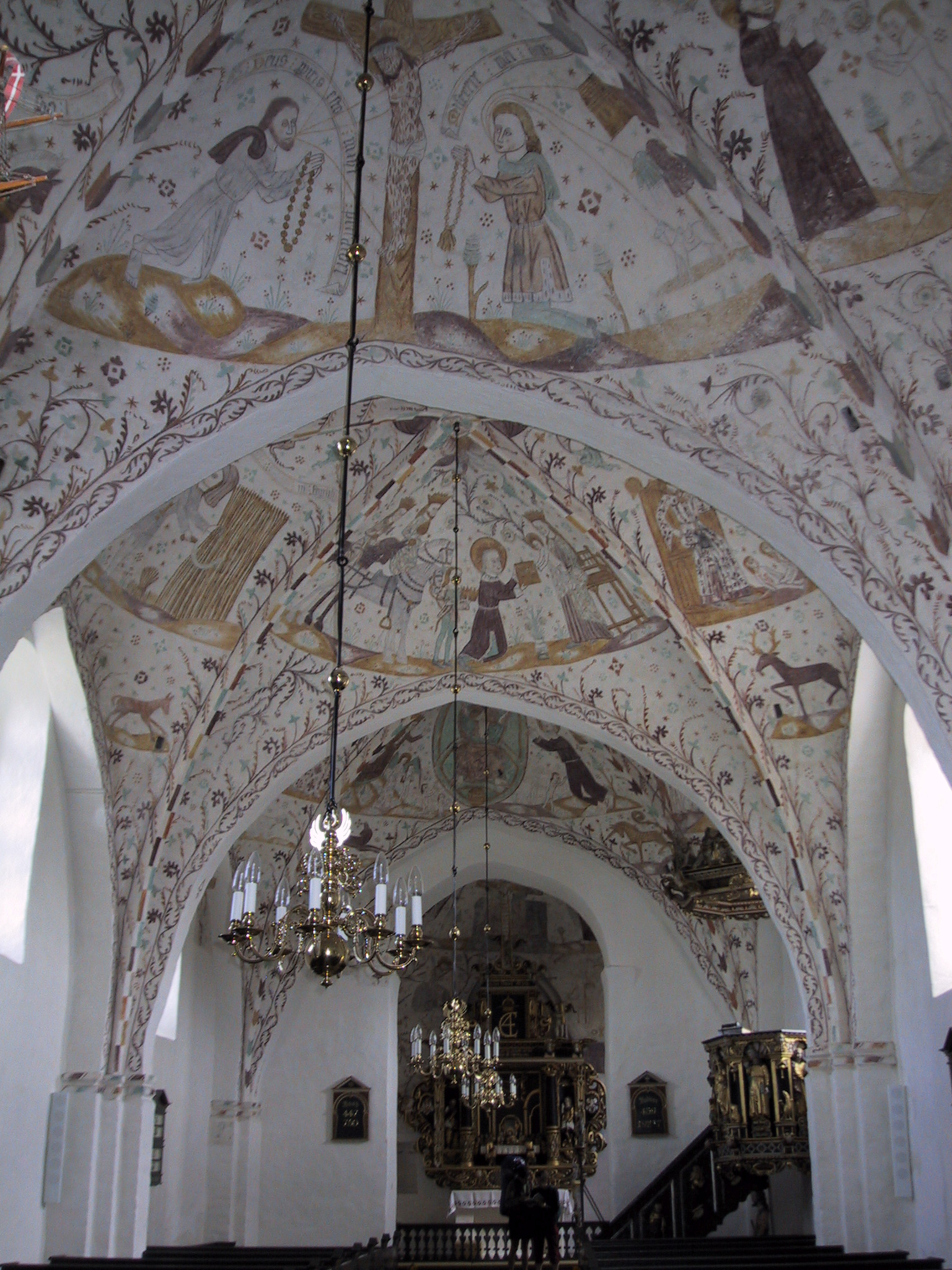
Elmelunde: Blick in den Kirchenraum nach Osten mit seinen bemalten Kreuzrippengewölben (2005)

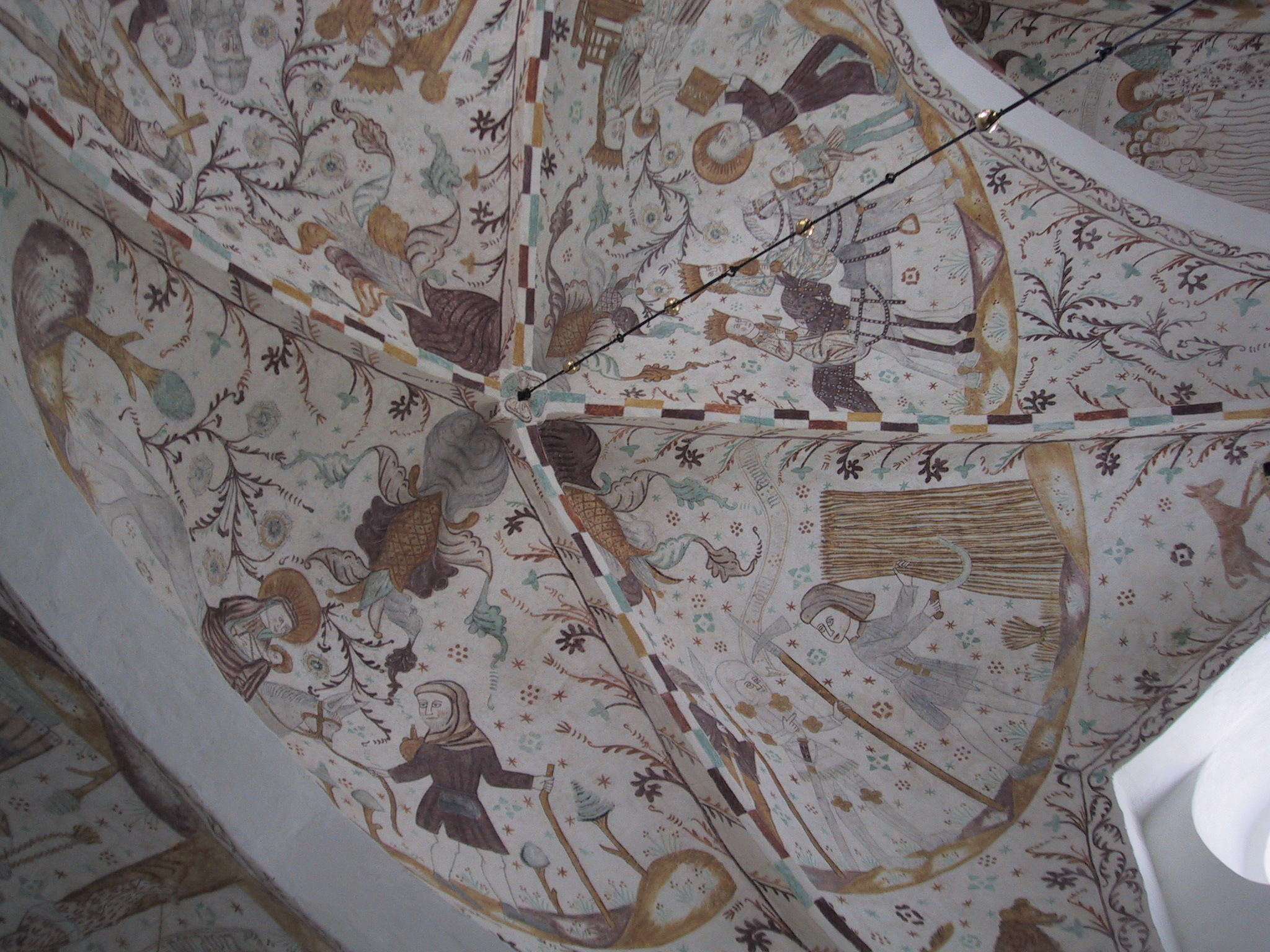
Elmelunde: Malereien in den Gewölben (2005)

Der Elmelunde-Meister war ein namentlich nicht bekannter Maler, der um etwa 1450 auf der dänischen Insel Møn in den Kirchen von Elmelunde, Keldby und Fanefjord weit über Møns Grenzen hinaus berühmte, beeindruckende Wandmalereien hinterlassen hat. Dem Elmelunde-Meister (oder seiner Schule bzw. Werkstatt) werden auch die Wandmalereien in den Kirchen von Tingsted, Nørre Alslev und Aastrup auf der dänischen Insel Falster und in der Kirche von Kettinge auf der dänischen Insel Lolland zugeschrieben.

## Werk
1885 wurden bei der Restaurierung der Kirche in Elmelunde, Møns ältester Landkirche, Wandmalereien entdeckt, die offensichtlich nach der Reformation weiß übertüncht worden waren. Aufgrund ihrer Entdeckung wurde der unbekannte Künstler Elmelunde-Meister genannt. Dass die Malereien in den beiden anderen Kirchen ebenfalls von ihm oder von seiner Werkstatt stammen, wird durch die wiederholte Kennzeichnung des Handwerkswappens deutlich.
Die naiven Bilder sind in warmen Naturfarben gehalten. Sie veranschaulichen den Bauernalltag und stellen stilisierte christliche Situationsbilder dar, Gesichter und Bewegungen veranschaulichen keine besondere Mimik und Gestik.
Für die Gemeinde, die damals weder lesen noch schreiben konnte, aber biblisch dargestellte Szenen zu interpretieren vermochte, stellte diese Bilderbibel vermutlich auch einen „Ratgeber“ für spezielle Alltagssituationen dar. In der Kirche von Fanefjord ist beispielsweise eine Szene dargestellt, in der zwei Frauen miteinander auf einer Bank sitzen und tratschen, sich also über eine andere Person unterhalten. Daneben steht der Teufel und notiert sich die Einzelheiten.
Der Elmelunde-Meister setzte Szenen von Paradies und Hölle genauso gekonnt um, wie er es verstand, biblische Geschichten wiederzugeben. Dabei kommen auch mythologische Darstellungen wie das Einhorn vor.

## Literatur

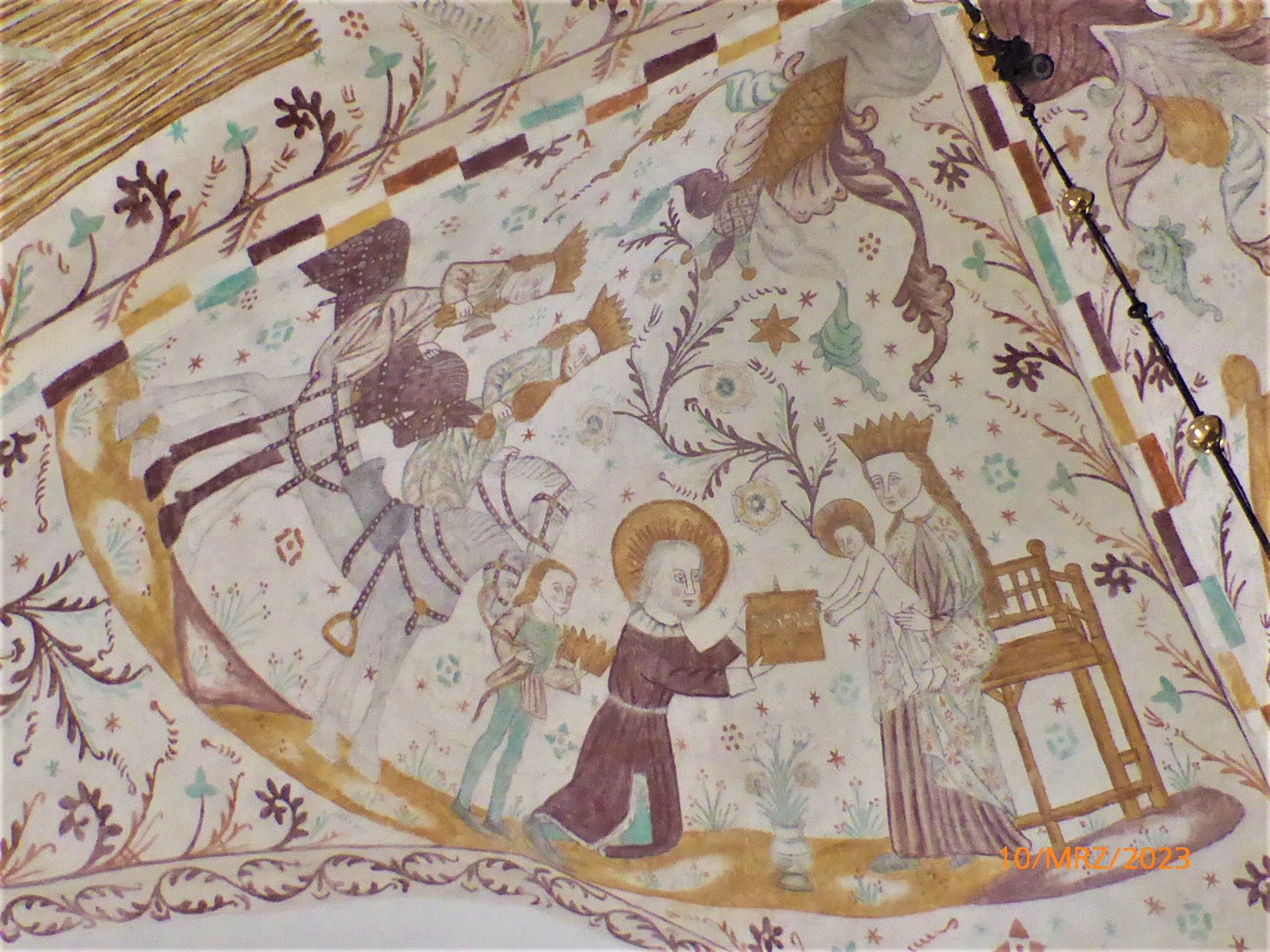
Elmelunde: Anbetung der Drei Heiligen Könige (2023)

### Allgemein
- Meister von Elmelunde, auf himmlischesjerusalem.de (mit weiterführender dänischer Literatur)
- Der Elmelund-Meister, auf daenemark-moen.de

### Malereien in Elmelunde
- Die Elmelund Kirche, auf daenemark-moen.de
- Kirchen auf Møn 1: Elmelunde, auf kirchenbauforschung.info
- Elmelunde, auf alamy.de

### Malereien in Fanefjord
- Die Kalkmalereien der Fanefjord Kirche, auf daenemark-moen.de
- Kirchen auf Møn 2: Fanefjord, auf kirchenbauforschung.info